# Městská knihovna Rožnov pod Radhoštěm
Městská knihovna Rožnov pod Radhoštěm je příspěvková organizace města Rožnov pod Radhoštěm s univerzálními knihovními fondy. Je veřejnou knihovnou města. Sídlí na adrese Bezručova č.p. 519 v budově Bergerovy vily, na rohu ulic Bezručova a nábřeží Dukelských hrdinů. Knihovna má dále dvě pobočky a to v Hážovicích a Horních Pasekách.

## Historie
Vznik první veřejné knihovny ve městě se datuje do roku 1872. Jejím vedením byl prověřen páter František Koželuha a byla umistněna v budově tahdejší školy nedaleko kostela. Páter vždy po nědělní mši půjčoval knihy lidem. V roce 1873 navštěvuje město František Palacký a po jeho návštěvě se knihovna dostává název Palackého knihovna. V roce 1893 vzniká také sokolská knihovna, jejíž fond věnoval Sokol městu jako příspěvek ke vzniku městské veřejné knihovny, která si nechala název po Františku Palackém.
V 60. letech 20. století byla knihovna přestěhována do centra města, sídlila v budově Městského národního výboru. V roce 1969 však bylo dětské oddělení přestěhováno kvůli rekonstrukci budovy. V roce 1979 se knihovna přestěhovala do nově koupené budovy v Nerudově ulici č.p. 141, ta sídlila v ulici až do roku 1990 kdy musela být vystěhována do Domu kultury.
V roce 1992 začala rokonstrukce nových porstor v Bergerově vile v Bezručově ulici a o rok později se knihovna přestěhovala do nového objektu. V roce 2016 knihovna získala titul Knihovna roku 2016 Zlínského kraje. V listopadu 2016 proběhla otevřená architektonická soutěž na přístavbu budovy knihovny v Bezručově ulici. V soutěži zvítězil návrh architektonického studia Čtyřstěn – Ing. arch. Karla Kubzy a Ing. arch. Milana Joji. Výstavba trvala přibližně rok a knihovna se na pár měsíců přestěhovala do budovy Společenského domu. Knihovna společně s přístavbou byla otevřena 15. října 2023.

## Literární soutěže
Rožnovská knihovna se také zúčastňuje dětské literární soutěže O poklad strýca Juráša. Jedná se o soutěž krajskou (součást národního projektu Kde končí svět).

## Galerie

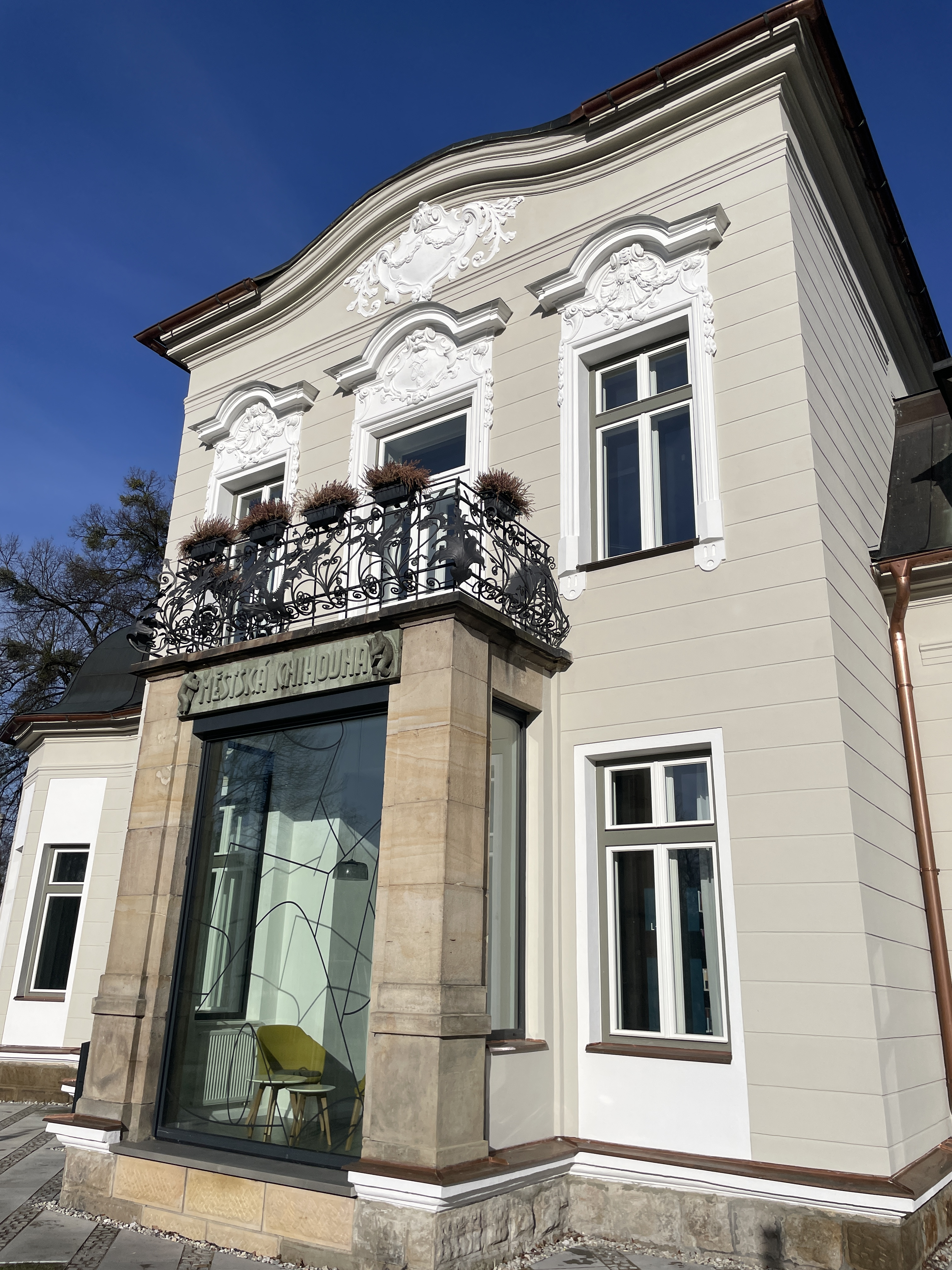
Budova knihovny po rekonstrukci v roce 2024

## Knihovní fondy a čtenáři
|                      | 2017    | 2018    | 2019    | 2020    | 2021    |
| -------------------- | ------- | ------- | ------- | ------- | ------- |
| Registrovaní čtenáři | 3 440   | 3 247   | 3 216   | 3 051   | 2 767   |
| (z toho do 15 let)   | 1 018   | 951     | 954     | 696     | 907     |
| Výpůjčky             | 236 983 | 215 211 | 210 479 | 163 856 | 174 188 |
| Knihovní fond        | 55 556  | 56 556  | 56 065  | 55 624  | 54 888  |